# Steven Gayle
Steven Gayle (ur. 19 marca 1994) – jamajski lekkoatleta specjalizujący się w biegach sprinterskich.
Brązowy medalista IAAF World Relays (2017).
Stawał na podium czempionatu NCAA.

## Osiągnięcia
| Rok  | Impreza                   | Miejsce    | Konkurencja             | Lokata     | Wynik   |
| ---- | ------------------------- | ---------- | ----------------------- | ---------- | ------- |
| 2017 | IAAF World Relays         | Nassau     | sztafeta 4 × 400 metrów | 3. miejsce | 3:02,86 |
| 2017 | Mistrzostwa świata        | Londyn     | bieg na 400 metrów      | eliminacje | DQ      |
| 2017 | Mistrzostwa świata        | Londyn     | sztafeta 4 × 400 metrów | eliminacje | 3:01,98 |
| 2018 | Halowe mistrzostwa świata | Birmingham | bieg na 400 metrów      | eliminacje | DQ      |

## Rekordy życiowe
- bieg na 200 metrów (stadion) – 20,48 (2017)
- bieg na 200 metrów (hala) – 21,37 (2017)
- bieg na 400 metrów (stadion) – 44,99 (2017)
- bieg na 400 metrów (hala) – 46,02 (2017)